# Vlaamsche Socialistische Arbeiderspartij
De Vlaamsche Socialistische Arbeiderspartij (VSAP) werd gesticht op 20-21 mei 1877 als eerste socialistische partij in België. 
Op 6 april 1877 stichtten Antwerpse en Gentse socialisten een nieuwe afdeling van de Socialistische Internationale in herberg Casino in Mechelen. De nieuwe afdeling besloot meteen - samen met de afdelingen uit Antwerpen en Gent - meteen een 'uitsluitend' Vlaams socialistisch congres te organiseren in dezelfde stad.  
Op dat congres in Mechelen  op 20 en 21 mei in dezelfde herberg Casino in de Hoogstraat kwamen 23 afvaardigingen van zestien Vlaamse afdelingen samen, met als voornaamste aanwezigen de Gentse socialisten van coöperatie sm Vooruit nr.1. Ondanks de aanwezigheid van enkele katholieken, waaronder een paar universiteitsstudenten uit Leuven, en enige bezorgdheid van de provinciegouverneur over de bijeenkomst, verloopt die vrij rustig. De aanwezigen gaan over tot de stichting van de Vlaamse Socialistische Partij. Merkwaardig genoeg konden de toen bestaande socialistische groeperingen uit Wallonië geen bindende ideologie creëren, ingegeven door proudhonistische invloeden. De Gentse voorman Edmond Van Beveren, geïnspireerd door het "programma van Gotha" stelde het programma van de partij met 30 punten op. De grote lijnen daarin zijn de klemtoon op het woord 'partij' (in tegenstelling tot een 'bond'), een verbod zich te binden met de 'burgerspartijen' en een federalistische organisatie van de partij. Toch is er de vrees voor een verdeling van de Waalse en Vlaamse socialisten: er was op het congres wel minstens één Brusselse (Nederlandstalige) socialist aanwezig.
In oktober 1877 wijzigde de ondertitel van het blad De Werker - dat als officieel partijorgaan gold - in 'Orgaan van de Vlaamsche Socialistische Arbeiderspartij'. De toevoeging van de arbeider in de partijnaam lijkt echter niet op een congres te zijn voorgelegd. 
In 1880 fuseerde de partij met Brusselse socialistische groepen gegroepeerd als de Parti Socialiste Brabançon (opgericht in 1878) en nam een nieuwe naam aan: Belgische Socialistische Arbeiderspartij (BSAP), onder leiding van onder meer Edward Anseele. De belangrijkste doelstelling van de nieuwe partij werd de realisatie van het algemeen stemrecht.